# 糖原生成
糖原生成（英語：Glycogenesis）是指生物体中糖原合成的过程，其中葡萄糖分子被添加到糖原链上以用于储存。在肝脏进行完科里循环后的休息时期，此过程被启动起来；胰岛素也可以启动这一生物化学过程，例如在一顿含糖的餐后，胰岛素的分泌可以应对血液中提高的葡萄糖水平。

## 步骤
- 葡萄糖在葡糖激酶或己糖激酶的作用下被转变为葡萄糖-6-磷酸。

- 葡萄糖-6-磷酸在磷酸葡糖变位酶的作用下被转变为葡萄糖-1-磷酸，其间必须经过一个葡萄糖-1,6-二磷酸的中间体步骤。

- 葡萄糖-1-磷酸在尿苷酰基转移酶（亦称为尿苷二磷酸葡糖焦磷酸化酶）的作用下被转变为尿苷二磷酸葡萄糖，并同时形成焦磷酸盐，后者被焦磷酸酶水解为两分子磷酸，推动反应向右进行。

- 葡萄糖分子被糖原合酶组装成链状，这种酶只能作用于之前已存在的糖原引物或糖原蛋白（一种形成引物的小蛋白）之上。添加葡萄糖单位的机制是这样的：糖原合酶结合到尿苷二磷酸葡萄糖上，导致其解离为氧鎓离子（这一状态亦存在于糖原分解之中）。此氧鎓离子可以很容易地添加到位于糖原链的4端的葡萄糖残基4-羟基上。

- 糖原上的分支可由分支酶（亦称为淀粉-α(1:4)->α(1:6)糖基转移酶）生成，这种酶可以糖原链的末端部分以α-1:6糖苷键的形式转移到糖链的前面部分上，从而形成支链，这些支链可通过增加更多α-1:4糖苷键的形式继续增长。

## 调节与控制
糖原生成这一过程受到激素的控制，其中最主要的控制形式是对糖原合酶和糖原磷酸化酶的各种磷酸化作用。这是一种在激素活性控制之下受到酶调控的作用，而激素活性转而由其他多种因素调控。例如，相较于调控的变构系统，有很多不同的可能效应器。

### 肾上腺素
当糖原磷酸化酶被磷酸化时会被激活；然而当糖原合酶被磷酸化时会被抑制。
在磷酸化酶激酶这种酶的作用下，糖原磷酸化酶从活性较小的b型被转化为活性大的a型。磷酸化酶激酶其自身在蛋白激酶A的作用下被激活，而在磷蛋白磷酸酶-1的作用下失活。
蛋白激酶A其自身在肾上腺素这种激素的作用下被激活：肾上腺素结合到受体蛋白上，后者激活腺苷酸环化酶。腺苷酸环化酶继而导致自ATP形成环腺苷酸的过程；两分子的环腺苷酸结合到蛋白激酶A的调节亚基上，调节亚基激活了蛋白激酶A的催化亚基从组装形式解离开来这一过程，催化亚基继而磷酸化其他蛋白质。
再谈到糖原磷酸化酶，活性较小的b型可在没有构象改变的情况下被自激活。5'-腺苷一磷酸是它的变构激活剂之一，而ATP则是一个抑制剂；这与磷酸果糖激酶所进行的调控相互辅助，帮助改变不断变动中的酶促速率以应对能量需求。
肾上腺素不仅激活了糖原磷酸化酶而且抑制了糖原合酶。这扩大化了激活糖原磷酸化酶的效应。对糖原合酶的抑制是由一个类似的机制完成的：其中蛋白激酶A作为磷酸化此酶的酶，使得糖原合酶的活性变低。这个体系也被称为协同的相互调节。请参考糖酵解以获得更多调控糖原生成的信息。

### 胰岛素
胰岛素对肾上腺素有着拮抗效应。当胰岛素结合到G蛋白偶联受体上时，G蛋白中α亚基的GDP被替换为GTP并与处于抑制状态的β和γ亚基相解离开。α亚基结合到腺苷酸化合物上以抑制后者的活性。结果使得环腺苷酸的量减少，继而使得更少的蛋白激酶A被产生。因此，作为蛋白激酶A靶点之一的糖原合酶将会变成非磷酸化的形式，这种形式乃是糖原合酶的激活形式。活性的糖原合酶将会降低在一顿饱食之后血液中的葡萄糖水平。

### 钙离子
钙离子或环腺苷酸（cAMP）作为第二信使，是负调控的一个例子。钙离子激活磷酸化酶激酶，后者继而激活糖原磷酸化酶并抑制糖原合酶。